# Vigiles

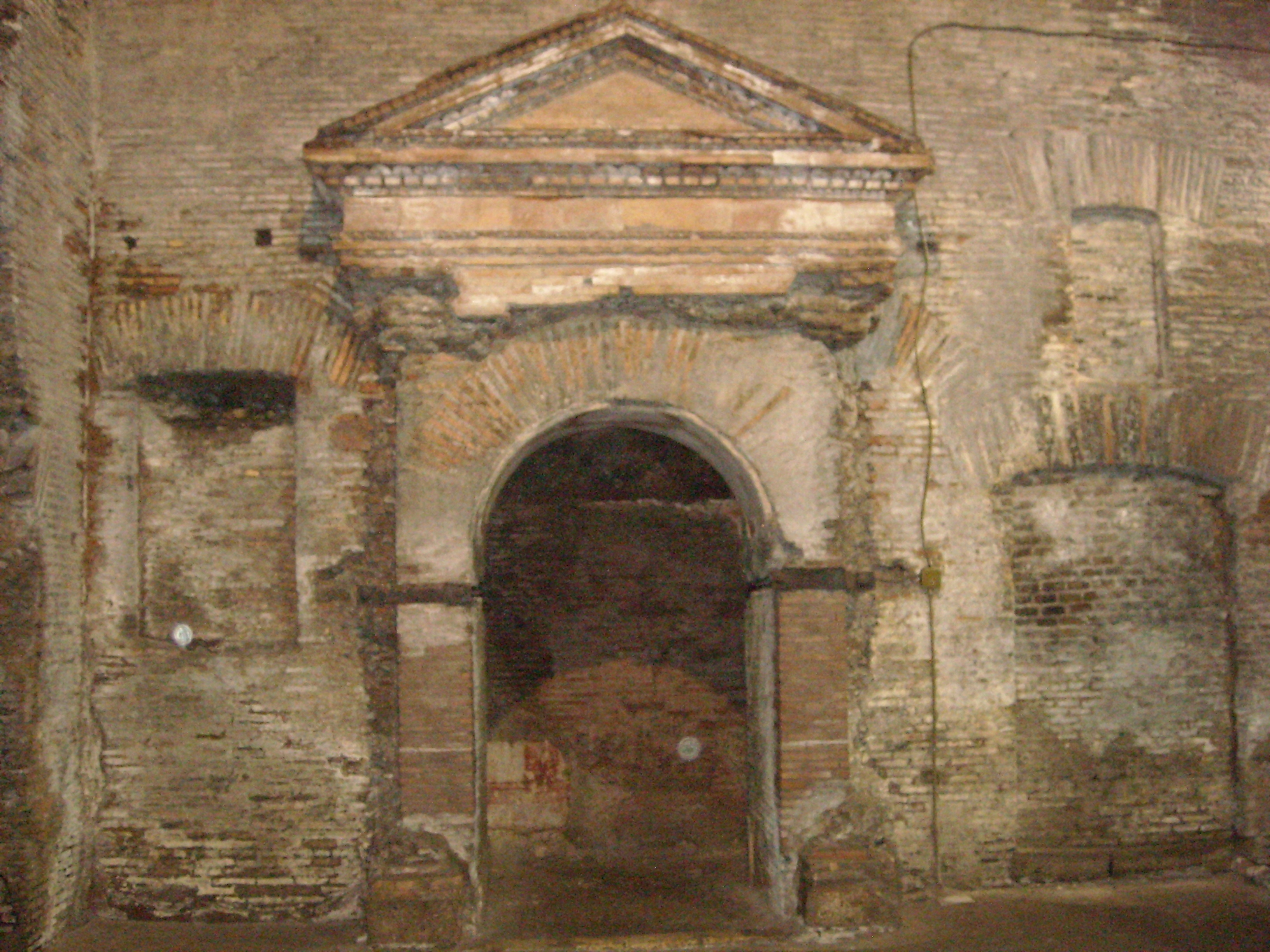
L'excubitorium della VII coorte dei vigiles di Roma, in via della VII coorte a Trastevere, 8 metri al di sotto del piano stradale attuale.

I vigiles urbani (in italiano, vigili urbani; spesso semplicemente noti come vigiles) furono un corpo istituito nel 6 d.C. da Augusto a Roma per assicurare la vigilanza notturna delle strade e proteggere la città dagli incendi.
Al tempo di Settimio Severo vennero integrati nell'esercito. Alla data della fondazione del corpo il numero dei vigiles era di 600, poi fu ampliato fino a 7.000 uomini da Augusto, vale a dire 7 coorti milliarie, militarizzate anch'esse e formate per lo più da liberti.

## Gerarchia
Il loro comandante era il praefectus vigilum, scelto dall'imperatore nell'ordine equestre. Il nome ufficiale del corpo era Militia Vigilum Regime, poi diventò Cohortes Vigilum. Il praefectus vigilum era affiancato da un tribuno e sette centurioni per singola coorte.
La peculiarità dei corpo dei vigili era la possibilità di arruolamento nei propri ranghi di ex-schiavi, i liberti, tanto da meritarsi l'appellativo di libertini milites. I vigiles avevano un'organizzazione paramilitare; erano inquadrati in sette coorti suddivise a loro volta in sette centurie ciascuna, ognuna comprendente un centinaio di uomini a capo dei quali era il centurione. Il corpo dei vigiles era diretto dal Praefectus Vigilum o prefetto dei vigili.

## Funzioni

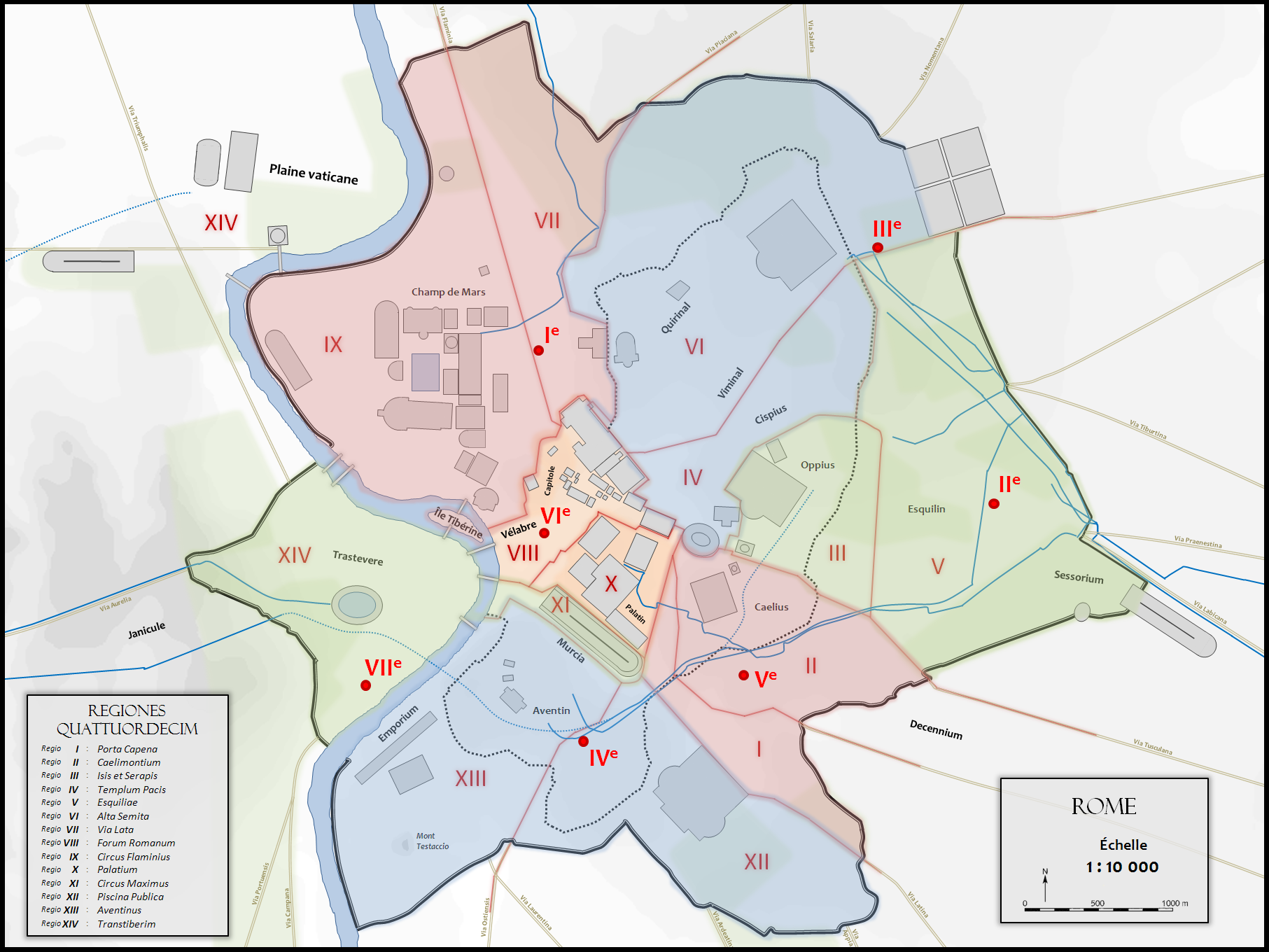
Mappa della città di Roma, divisa da Augusto in 14 regiones, affidate a sette coorti di vigili, ciascuna posta in una caserma (pallini rossi).

Ad ogni Coorte competevano due delle 14 Regioni in cui Roma era stata suddivisa da Augusto. In una di esse veniva posta la Statio, cioè la Caserma, nell'altra un Distaccamento o una Postazione di Guardia detta Excubitorium. L'area da sorvegliare era tutta l'Urbe e comprendeva 423 quartieri con oltre 147.000 edifici, in larga parte insulae costruite in legno, dove abitavano più di un milione di abitanti. Il loro compito era di guardia "notturna", a cui spettava la funzione di vigilare sui possibili incendi, a quel tempo molto frequenti. Erano dislocati un po' ovunque nella città.

## Attrezzatura
Oltre all'equipaggiamento militare, la loro attrezzatura si componeva di strumenti semplici come lampade, per i servizi di ronda notturna, secchi, scope, siphones (una sorta di idranti con le tubature in cuoio, per la lotta contro il fuoco), asce, ramponi, zappe, seghe, pertiche, scale e corde, oltre ad alcune centones (coperte bagnate utilizzate per soffocare le fiamme). In Via VII Coorte a Roma sono presenti i resti di una di queste postazioni.

## Specializzazioni dei vigiles
- Vigiles Aquarii (Addetti alle prese d'acqua)
- Vigiles Balneari (Addetti ai bagni pubblici)
- Vigiles Horreari (Sorveglianti dei magazzini)
- Vigiles Carcerarii (Controllo delle prigioni)
- Vigiles Siphonarii (Per azionare le pompe d'acqua)
- Vigiles Sebaciarii (Addetti all'illuminazione notturna)